# Tamara Lund

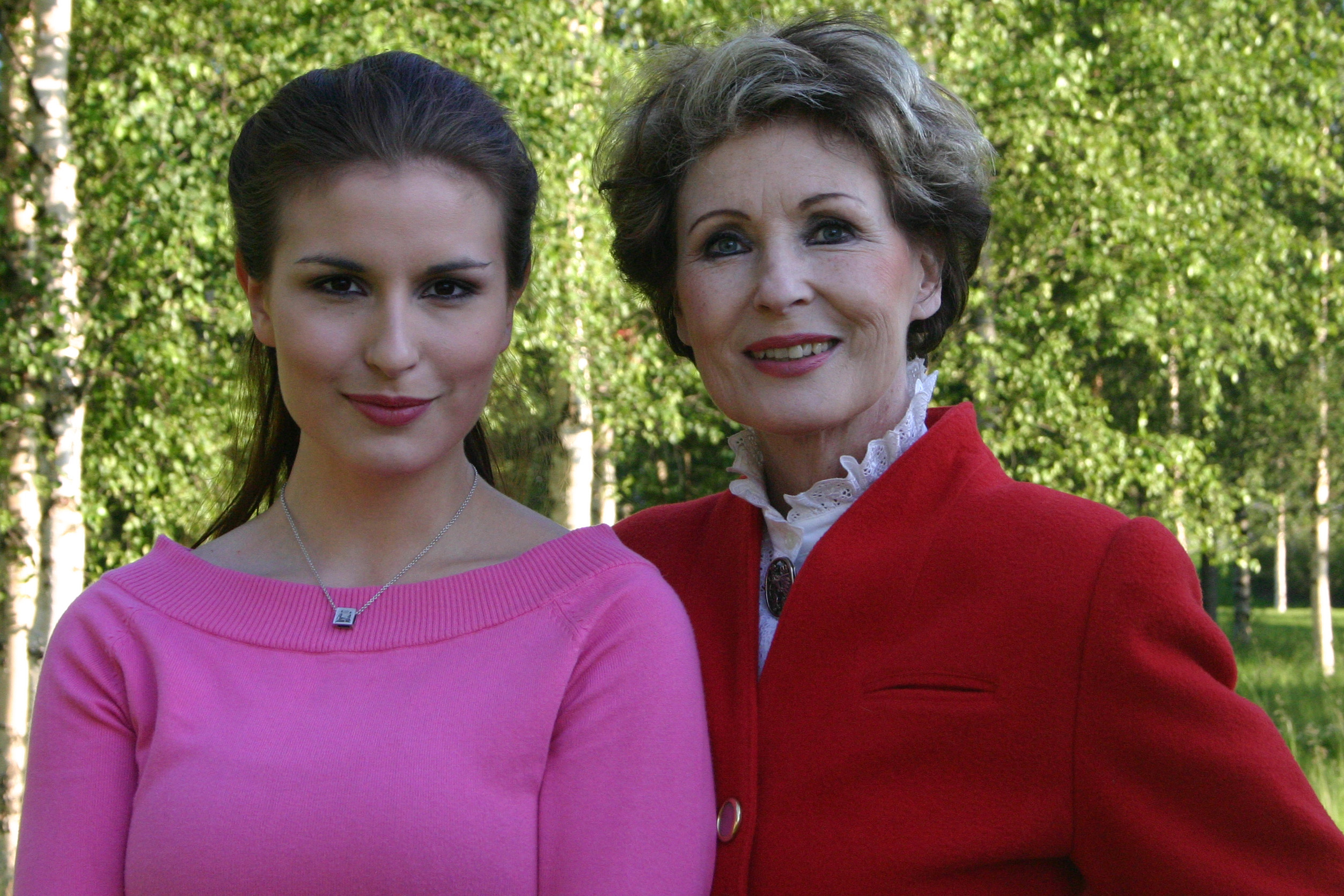
Tamara Lund y su hija, Maria Lund, en 2004

Tamara Lund (6 de enero de 1941 – 21 de julio de 2005) fue una soprano cantante de ópera, actriz y política finlandesa.

## Biografía
Su nombre completo era Tamara Adele Lund, y nació en Turku, Finlandia. A comienzos de los años 1960 cursó estudios en la Academia Sibelius, así como en la Unión Soviética durante un año. Las primeras etapas de su carrera fueron difíciles para ella, pues en 1965 su prometido, el actor Rami Sarmasto, falleció en accidente de circulación. Sarmasto había compuesto para Lund la canción ”Sinun omasi”.
Tamara Lund se hizo famosa en 1959 al ganar con 18 años el concurso de canción Ponnahdus pinnalle. A principios de los años 1960 grabó diferentes temas, entre ellos el de Unto Mononen ”Lapin tango”. Su primer sencillo, ”Eron hetki” / ”Sana vain”, fue lanzado en 1962, y utilizó el pseudónimo Ira Petri. Su segundo sencillo fue ”Tulethan jälleen” / ”Renatta”, que se publicó el mismo año con igual nombre, tras lo cual ya empezó a utilizar su verdadero nombre.
Tamara Lund fue también actriz cinematográfica y televisiva, actuando en largometrajes como Kun tuomi kukkii (1962), Villin Pohjolan kulta (1963), Leikkikalugangsteri (1969), Näköradiomiehen ihmeelliset siekailut (1969) y Päämaja (1970).
En el teatro Kaupunginteatteri de Turku representó musicales en 1963–1967, entre ellos West Side Story. A partir de 1967 cantó también en la Ópera Nacional de Finlandia representando operetas como La viuda alegre y óperas como Lulú, Carmen y Ascenso y caída de la ciudad de Mahagonny. Entre 1974 y 1987 actuó también en el Staatstheater am Gärtnerplatz de Múnich, donde representó piezas como el musical Casanova (1981), de Helmut Bez y Jürgen Degenhard. Como artista lírica, grabó discos en Alemania y Países Bajos, siendo una reconocida intérprete de música española.
Por su trayectoria artística, en el año 1996 fue premiada con la Medalla Pro Finlandia.
De vuelta a Finlandia en el año 2000, Lund escribió la autobiografía Lohikäärmeen pahvikulissit. Tuvo también actividad política, siendo elegida como concejal del ayuntamiento de Turku desde 2000 a 2004.
Tamara Lund falleció en su ciudad natal en 2005 a causa de un cáncer de estómago. Fue enterrada en el Cementerio Kakskerra, en Turku. Había estado casada con el cantante finlandés Aatos Tapala. Su hijo, Tero Tapala, nació en 1968. A principios de la década de 1970 había emigrado a Alemania, quedándose su marido en Finlandia. En 1974 conoció al cantante de ópera rumano Alexandru Ioniță, con el que actuó en el tercer festival de Opereta de Lahti. Tuvieron una hija, Maria Lund, en 1983.

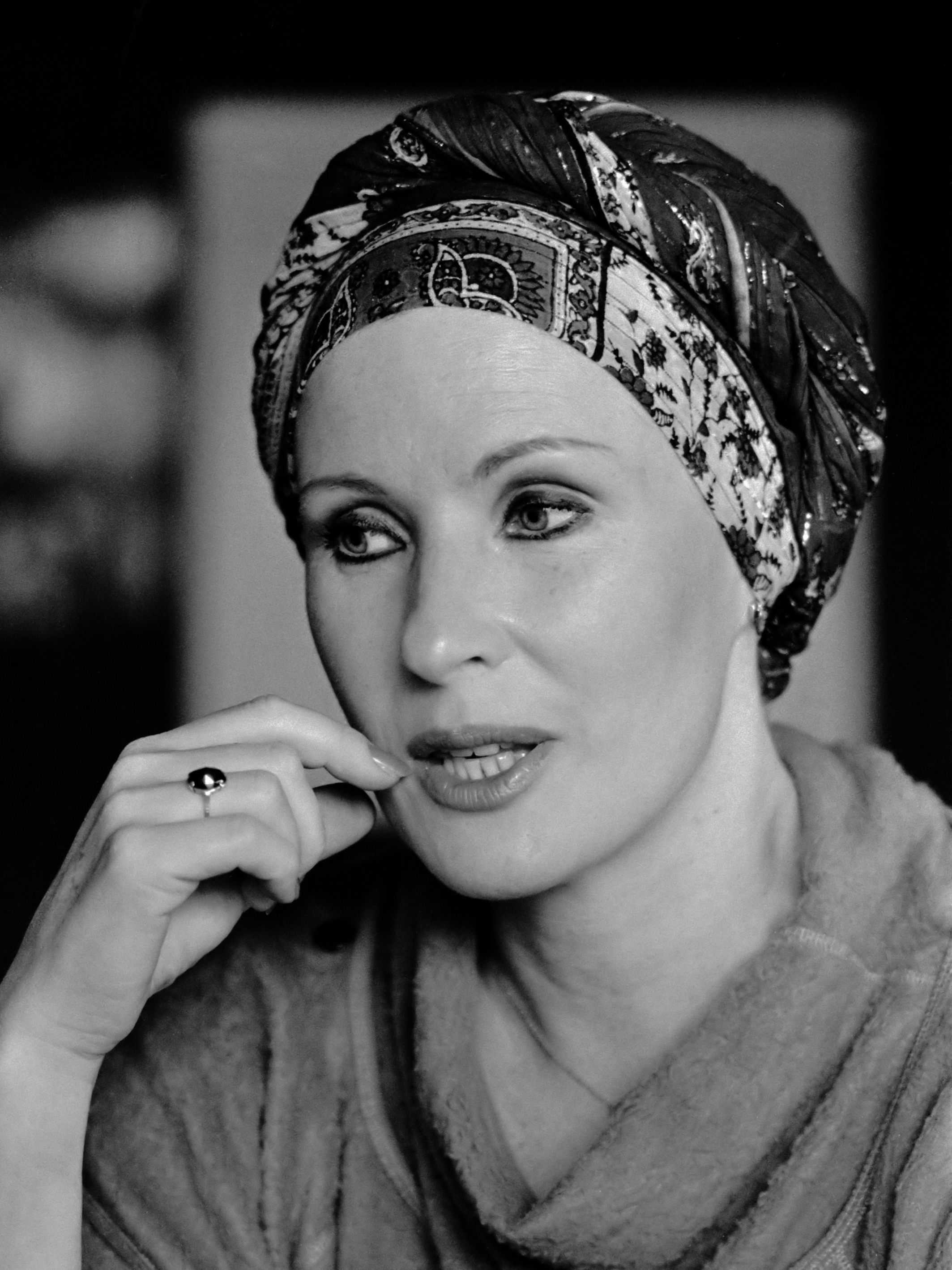
Tamara Lund en 1983

## Discografía
- 1965 : Tamara Lund
- 1977 : Mä elän
- 1983 : Sinun omasi
- 1990 : Tamara ja Alexandru slaavilaistunnelmissa
- 1992 : Pustan säveliä
- 1996 : 20 suosikkia – Sinun omasi
- 1998 : Rakkauden siivin

## Producción escrita
- Tamara Lund: Lohikäärmeen pahvikulissit. Otava, 2000. ISBN 951-1-16402-3; 2ª edición en 2004 ISBN 951-1-20107-7.